# Raposeira (Vila do Bispo)
Raposeira era una freguesia portuguesa del municipio de Vila do Bispo, distrito de Faro.

## Historia
Fue suprimida el 28 de enero de 2013, en aplicación de una resolución de la Asamblea de la República portuguesa promulgada el 16 de enero de 2013 al unirse con la freguesia de Vila do Bispo, formando la nueva freguesia de Vila do Bispo e Raposeira.